# Ацетоин
Ацетоин (ацетилметилкарбинол, З-гидрокси-2-бутанон) — вещество, являющееся простейшим представителем ацилоинов.

## Физические свойства
Ацетоин представляет собой бесцветную или жёлтую жидкость (т. пл. 15 °C) с сильным маслянисто-сливочным запахом. Растворим в спиртах, смешивается с пропиленгликолем. Слабо растворим в петролейном и диэтиловом эфире. Может существовать в форме мономера или димера. Товарный продукт, используемый в промышленности, чаще всего представляет собой димер.

## Получение
(R)-ацетоин является одним из продуктов бутандиолового брожения (родов Escherichia, Erulinia, Serrata).
В лаборатории может быть получен восстановлением ацетоуксусного эфира натрием в ксилоле.
При облучении водного раствора ацетальдегида и пировиноградной кислоты ультрафиолетом ацетоин образуется с количественным выходом.
Также ацетоин может быть получен из нитрила молочной кислоты и йодистого метилмагния.

## Применение
Применяется в производстве пищевых ароматизаторов. Содержится в сливочном масле, вине, кофе.
Также применяется в жидкостях для электронных сигарет для придания масляного или карамельного аромата.